# Omofor

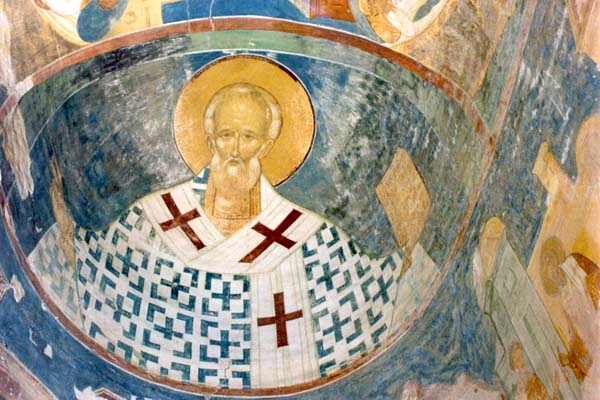
Sfântul Nicolae cu omofor

Omoforul este un veșmânt liturgic specific episcopilor de rit bizantin, echivalentul palliumului din Biserica Latină. Acest veșmânt se poartă pe umeri, peste felon.

## Terminologie
În limba română cuvântul a fost împrumutat din greacă, omophorion „purtat pe umeri”. În latină se numește pallium.

## Formă
Omoforul este o bandă albă, de regulă de lână, cu câteva cruci brodate pe ea. Omofoarele latine au în compoziție lână de la mieii binecuvântați de ziua Sfintei Mioara. Omofoarele bizantine din poliamidă sau poliester au apărut în secolul al XX-lea.